# William Borgen
William Borgen (né le 19 décembre 1996 à Moorhead dans l'État du Minnesota aux États-Unis) est un joueur professionnel américain de hockey sur glace. Il évolue au poste de défenseur.

## Biographie

### Carrière en club
Il est repêché en 4e ronde, 92e au total, par les Sabres de Buffalo au repêchage d'entrée dans la LNH 2015. Il commence sa carrière universitaire avec les Huskies de l'Université d'État de Saint Cloud dans la NCHC en 2015-2016. À la fin de sa 3e saison universitaire avec les Huskies, il signe son contrat d'entrée de 3 ans avec les Sabres, le 25 mars 2018. Il est assigné aux Americans de Rochester dans la LAH pour la fin de la saison 2017-2018 après avoir obtenu un essai professionnel avec l'équipe. 
Le 26 mars 2019, il dispute son premier match en carrière dans la LNH face aux Sénateurs d'Ottawa.
Le 21 juillet 2021, il est choisi par le Kraken de Seattle lors du repêchage d'expansion de la LNH 2021.

## Statistiques

### En club
| Saison     | Équipe                                        | Ligue      |     | Saison régulière | Saison régulière | Saison régulière | Saison régulière | Saison régulière |   | Séries éliminatoires | Séries éliminatoires | Séries éliminatoires | Séries éliminatoires | Séries éliminatoires |
| Saison     | Équipe                                        | Ligue      | PJ  | B                | A                | Pts              | Pun              | PJ               | B | A                    | Pts                  | Pun                  |                      |                      |
| 2012-2013  | Moorhead High                                 | USHS-MN    | 24  | 3                | 16               | 19               | 22               | 3                | 0 | 1                    | 1                    | 0                    |                      |                      |
| 2013-2014  | Moorhead High                                 | USHS-MN    | 24  | 6                | 10               | 16               | 35               | 3                | 2 | 3                    | 5                    | 2                    |                      |                      |
| 2014-2015  | Moorhead High                                 | USHS-MN    | 24  | 5                | 21               | 26               | 64               | 3                | 1 | 1                    | 2                    | 6                    |                      |                      |
| 2014-2015  | Lancers d'Omaha                               | USHL       | 18  | 1                | 5                | 6                | 0                | 3                | 0 | 0                    | 0                    | 0                    |                      |                      |
| 2015-2016  | Huskies de l'Université d'État de Saint Cloud | NCHC       | 37  | 1                | 13               | 14               | 36               | -                | - | -                    | -                    | -                    |                      |                      |
| 2016-2017  | Huskies de l'Université d'État de Saint Cloud | NCHC       | 33  | 2                | 10               | 12               | 60               | -                | - | -                    | -                    | -                    |                      |                      |
| 2017-2018  | Huskies de l'Université d'État de Saint Cloud | NCHC       | 36  | 2                | 13               | 15               | 68               | -                | - | -                    | -                    | -                    |                      |                      |
| 2017-2018  | Americans de Rochester                        | LAH        | 8   | 0                | 0                | 0                | 0                | -                | - | -                    | -                    | -                    |                      |                      |
| 2018-2019  | Americans de Rochester                        | LAH        | 71  | 3                | 11               | 14               | 56               | 3                | 0 | 0                    | 0                    | 0                    |                      |                      |
| 2018-2019  | Sabres de Buffalo                             | LNH        | 4   | 0                | 0                | 0                | 0                | -                | - | -                    | -                    | -                    |                      |                      |
| 2019-2020  | Americans de Rochester                        | LAH        | 61  | 1                | 10               | 11               | 76               | -                | - | -                    | -                    | -                    |                      |                      |
| 2020-2021  | Sabres de Buffalo                             | LNH        | 10  | 0                | 0                | 0                | 4                | -                | - | -                    | -                    | -                    |                      |                      |
| 2021-2022  | Kraken de Seattle                             | LNH        | 36  | 2                | 6                | 8                | 28               | -                | - | -                    | -                    | -                    |                      |                      |
| 2022-2023  | Kraken de Seattle                             | LNH        | 82  | 3                | 17               | 20               | 47               | 14               | 1 | 2                    | 3                    | 8                    |                      |                      |
| 2023-2024  | Kraken de Seattle                             | LNH        | 82  | 3                | 22               | 25               | 65               | -                | - | -                    | -                    | -                    |                      |                      |
| 2024-2025  | Kraken de Seattle                             | LNH        | 33  | 1                | 1                | 2                | 9                | -                | - | -                    | -                    | -                    |                      |                      |
| 2024-2025  | Rangers de New York                           | LNH        | 51  | 4                | 9                | 13               | 33               | -                | - | -                    | -                    | -                    |                      |                      |
| Totaux LNH | Totaux LNH                                    | Totaux LNH | 298 | 13               | 55               | 68               | 186              | 14               | 1 | 2                    | 3                    | 8                    |                      |                      |

### En équipe nationale
| Année | Équipe         | Compétition                 |   | PJ | B | A | Pts | Pun                |  | Résultat |
| 2016  | États-Unis U20 | Championnat du monde junior | 7 | 0  | 3 | 3 | 2   | Médaille de bronze |  |          |

## Trophées et honneurs personnels

### NCHC
- 2015-2016 : 
  - nommé dans l'équipe des recrues
- 2017-2018 : 
  - nommé meilleur défenseur défensif